# إيرا فالاخ (كاتب)
إيرا فالاخ (بالإنجليزية: Ira Wallach)‏ (22 يناير 1913، نيويورك في الولايات المتحدة - 2 ديسمبر 1995، نيويورك في الولايات المتحدة)؛ مؤلِّف، كاتب مسرحي، كاتب سيناريو وروائي أمريكي. درس في جامعة كورنيل.

## روابط خارجية
- إيرا فالاخ على موقع IMDb (الإنجليزية)
- إيرا فالاخ على موقع أول موفي (الإنجليزية)
- إيرا فالاخ على موقع قاعدة بيانات برودواي على الإنترنت (الإنجليزية)
- إيرا فالاخ على موقع قاعدة بيانات الفيلم (الإنجليزية)